# M1 (Armenien)
Die M1 (armenisch: Մ1) ist eine Fernstraße in Armenien. Die Straße verbindet die Hauptstadt Jerewan über Gjumri mit der Grenze zu Georgien am Grenzübergang Bawra-Ninozminda.
Die Strecke zwischen Jerewan und Aschtarak wurde in der sowjetischen Zeit auf etwa 18 km als Autobahn ausgebaut. Die gesamte Strecke ist 169 Kilometer lang.